# Хайнрих III Ройс фон Плауен
Хайнрих III Ройс фон Плауен 'Стари' (на немски: Heinrich III/IV 'der Ältere', Vogt von Reuss-Plauen, Herr zu Greiz1; * ок. 1333; † между 30 май и 18 август 1368) от род Ройс е фогт на Ройс-Плауен и господар на Грайц (1350 – 1368).
Той е най-големият син на фогт Хайнрих II фон Ройс-Плауен († 1350) и втората му съпруга херцогиня Саломея фон Силезия-Глогау († 1359), дъщеря на херцог Хайнрих IV от Силезия-Глогау († 1342) и маркграфиня Матилда фон Бранденбург-Залцведел († 1345). Майка му е внучка на римско-немския крал Албрехт I.
През 1358 г. Хайнрих загубва във войната на фогтовете градовете Триптис, Аума и Цигенрюк. При подялбата с братята му той получава двореца и град Грайц. Той командва „милиците“ в Трьоуен, Дьолау, Визенбург и град Кирхберг. Той управлява заедно с братята си и двореца на Милау и град Райхенбах, които са получени през 1358 г. от Бохемия. През 1367 г. той получава крепостта Тройен от Бохемия. Хайнрих е споменаван между 22 септември 1351 и 21 август 1367 г.

## Фамилия
Хайнрих III Ройс фон Плауен 'Стари' се жени за Юта фон Хакеборн († ок. 1348), дъщеря на Албрехт VI фон Хакеборн († ок. 1368) и Рикса фон Шрапелау († сл. 1335). Бракът е бездетен.
Хайнрих III Ройс фон Плауен 'Стари' се жени втори път пр. 4. март 1355 г. за бургграфиня Агнес фон Лайзниг-Пениг († сл. 6 декември 1359), дъщеря на Ото I фон Лайзниг, бургграф на Роксбург и Пениг († 1363) и бургграфиня Елизабет фон Алтенбург († 1363/1364). Те имат два сина:
- Хайнрих VI Ройс фон Плауен († сл. 23 май 1449), господар на Грайц (1368 – 1398), женен сл. 14 февруари 1375 г. за Гауденция фон Лобдебург-Елстерберг († сл. 14 февруари 1395)
- Хайнрих VII Ройс фон Плауен/VIII „Млади“ (* ок. 1356; † 16 юни 1426 в битката при Аусиг/Усти над Лабем), женен I. ок. 1398 г. за Мехтилд фон Шьонбург-Кримихау († сл. 1398), II. пр. 3 юни 1414 г. за Ирмгард фон Кирхберг († 31 май 1462)